# Peter Medawar
Sir Peter Brian Medawar (Petrópolis, 1915. február 28. – London, 1987. október 2.) brazíliai születésű brit biológus, immunológus. 1960-ban Frank M. Burnettel közösen elnyerte az orvostudományi Nobel-díjat a szerzett immuntolerancia felfedezéséért. 

## Élete
Peter Medawar a brazíliai Petrópolisban született 1915. február 28-án. Apja a libanoni születésű kereskedő, Nicholas Agnatius Medawar volt, anyja pedig a brit Edith Muriel Dowling. Brazil állampolgárságától később megfosztották, mert nem töltötte le kötelező katonai szolgálatát. Kora gyerekkorát Brazíliában töltötte, majd a család Angliába utazott, hogy Petert és fivérét megfelelő iskolákban helyezzék el, majd szülei visszatértek Dél-Amerikába. 1928-1932 között a Marlborough College-ben tanult, ahol a többi gyerek kiközösítette, mert nem sportolt jól és közel-keleti vonásai miatt zsidónak hitték. Itt szerette meg a biológiát és 1932-től az Oxfordi Egyetem Magdalene College-ében tanult tovább. 1935-ben BA fokozatot, 1937-ben pedig a PhD fokozatot szerzett. Emellett 1935-től az egyetem patológiai tanszékén együtt dolgozott a Nobel-díjas Howard Florey-val. Ezután egészen 1947-ig az Oxfordi Egyetemen maradt mint a zoológia és összehasonlító anatómia demonstrátora, majd előadója; először a Magdalene College-ben, majd a St. John’s College-ben. 1947-től a Birminghami Egyetem, 1951-től pedig a University College London zoológiaprofesszora volt. 1962-ben elvállalta a londoni Nemzeti Orvostudományi Kutatóintézet (National Institute for Medical Research, NIMR) vezetését.
1969-ben, 54 évesen súlyos agyvérzés érte, miközben elnöki beszédét tartotta a British Association for the Advancement of Science gyűlésén; ennek következtében bal oldala megbénult. Munkaképessége jelentősen csökkent, bár igyekezett folytatni kutatói és adminisztratív tevékenységét. 1971-ben lemondott a NIMR vezetéséről és kutatóként dolgozott tovább. 1977-1983 között a Royal Institution kísérletes orvostudományi professzora volt, 1981-1986 között pedig a Royal Postgraduate Medical School elnöke.

## Tudományos munkássága

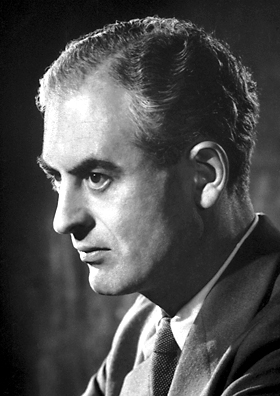
Peter Medawar a Nobel-díj elnyerésekor

Medawar kezdő kutatóként a szövettenyésztés technikájának kidolgozásával foglalkozott. Malátából kivont egy anyagot, amely gátolta a csirke fibroblasztok növekedését. Foglalkozott a periferiális idegek fejlődésével és a biológiai növekedés matematikai modellezésével. A második világháborúban egy repülőgép Oxford mellett zuhant le és a súlyosan megégett pilóta orvosai a szövetenyészetben jártas Medawar tanácsát kérték. Ő bőrátültetést javasolt, de a pilóta szervezet kilökte az idegen szövetet, Medawar pedig innentől kezdve a transzplantáció immunológiájának szentelte életét. A glasgowi kórház égési osztályán dolgozva Thomas Gibsonnal közösen először használta a módszeres tudományos kísérletezést a bőrátültetés utáni kilökődés során. Rájöttek, hogy a kilökődés utáni második allograftot (idegen szövet átültetése) a szervezet még gyorsabban elutasítja, amiből Medawar arra következtetett, hogy immunológiai reakcióról van szó. Ezután állatkísérleteivel kimutatta, hogy a reakcióért nem az ellenanyagok, hanem a limfociták felelősek; ezek tevékenységét szteroidokkal gátolva sikerült a túlélési időt három-négyszeresen megnövelnie.
Birminghami tartózkodása idején javasolta, hogy bőrátültetéses kísérlettel tegyenek különbséget az egy- és kétpetéjű ikerborjak között. Meglepetésére azonban kiderült, hogy az egyértelműen kétpetéjű ikrek is jól tolerálják egymás szöveteit. Ennek oka az volt, hogy mint az amerikai Raymond D. Owen 1945-nben kimutatta, az ikerborjak vérében testvérük vörösvértestjei is megtalálhatóak. Medawar ezzel alátámasztotta Frank Macfarlane Burnet 1949-es elméletét, hogy a szervezet magzati korban tanulja meg felismerni saját szöveteit.
Medawar ezután egérembriókba idegen sejteket juttatva toleránssá tette azt a későbbi szövet- és szervátültetések számára. A kísérletet leíró cikkét 50 évvel később a Brit Transzplantációs Társaság a szervátültetés történetének legfontosabb művének nevezte. Bebizonyította, hogy a kilökődési reakció nemcsak immunszuppresszáns gyógyszerekkel, pusztán biológiai módszerekkel is kikerülhető.
Immunológiai szakmai közleményein kívül Peter Medawar számos filozófiai és ismeretterjesztő könyvet is írt, melyekkel nagy hatást gyakorolt kora közvéleményére. Richard Dawkins "valamennyi tudományos író legszellemesebbjének" nevezte.

## Művei

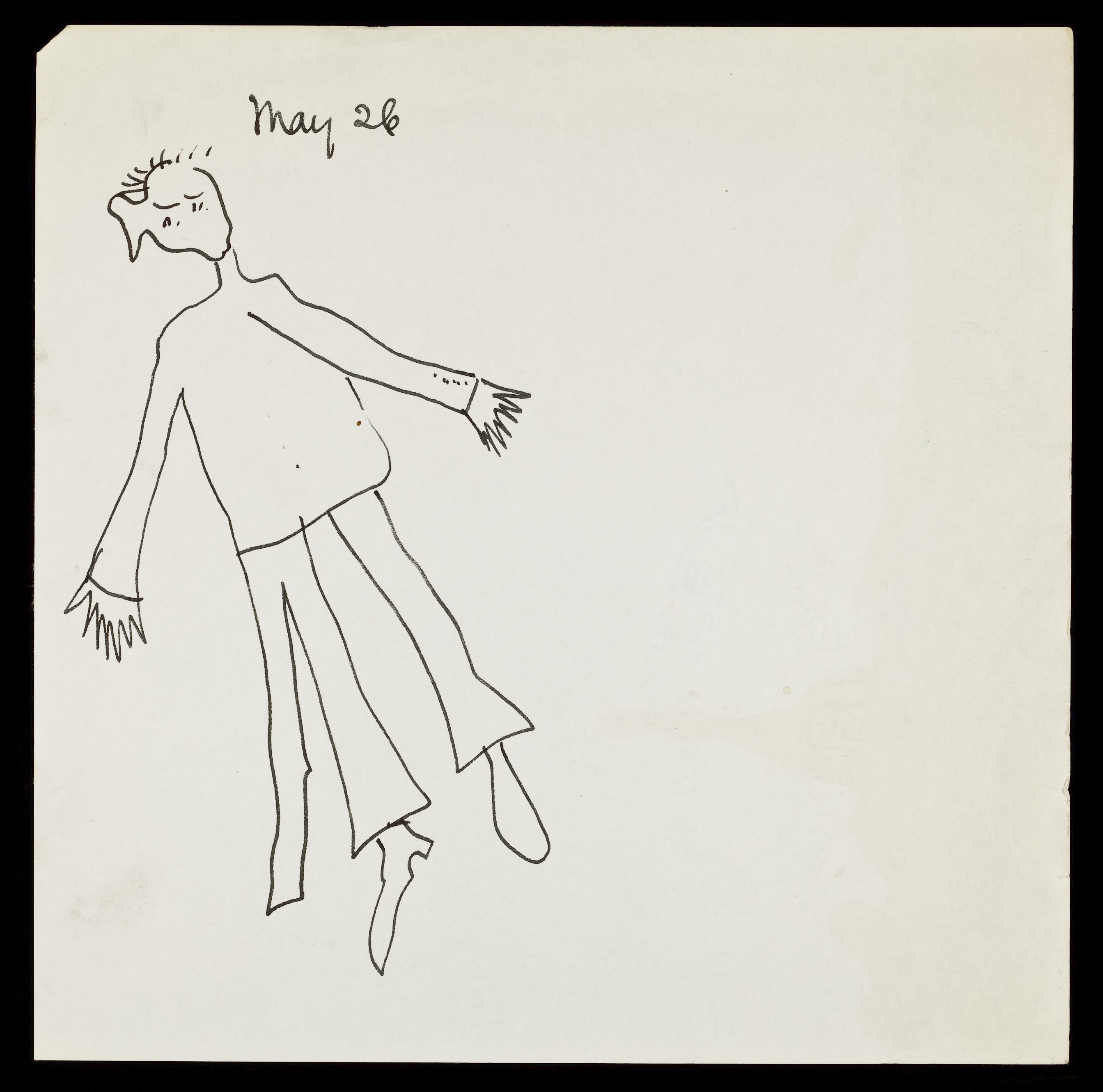
Medawar rajza önmagáról agyvérzése után

- The Uniqueness of the Individual (1957, immunológiai esszék)
- The Future of Man (1959, előadások)
- The Art of the Soluble (1967, esszék)
- Induction and Intuition in Scientific Thought (1968, esszék)
- The Hope of Progress (1972, esszék)
- The Life of Science (1977, esszék)
- Advice to a Young Scientist (1979)
- Aristotle to Zoos: A Philosophical Dictionary of Biology (1983)
- Pluto's Republic (1982, esszék)
- Memoir of a Thinking Radish (1986, önéletrajz)
- The Threat and the Glory (1990, esszék; posztumusz)
- The strange case of the spotted mice and other classic essays on science (1996, esszék; posztumusz)

## Díjai
Peter Medawar és Frank Macfarlane Burnet 1960-ban orvostudományi Nobel-díjban részesült a szerzett immuntolerancia jelenségének felfedezéséért. Ezenkívül elnyerte az Oxfordi és Cambridge Egyetemek Rolleston-díját (1942), A Brit Birodalom Rendjének parancsnoki fokozatát (1958), a Royal-érmet (1959), a Copley-érmet (1969), az Order of the Companions of Honour-t (1972), az Order of Merit-et (1981) és a Faraday-díjat (1987). 1949-ben a Royal Society tagjai közé választotta. A királynő 1965-ben lovaggá ütötte.

## Családja
Peter Medawar 1937-ben vette feleségül Jean Shinglewood Taylort. Négy gyermekük született: Alexander, Caroline, Charles és Louise Medawar.
Medawar az 1969-es agyvérzése után 1980-ban és 1984-ben újabb rohamokon esett át. 1987 október 2-án halt meg Londonban, 72 éves korában.